# Sistema di tubazioni

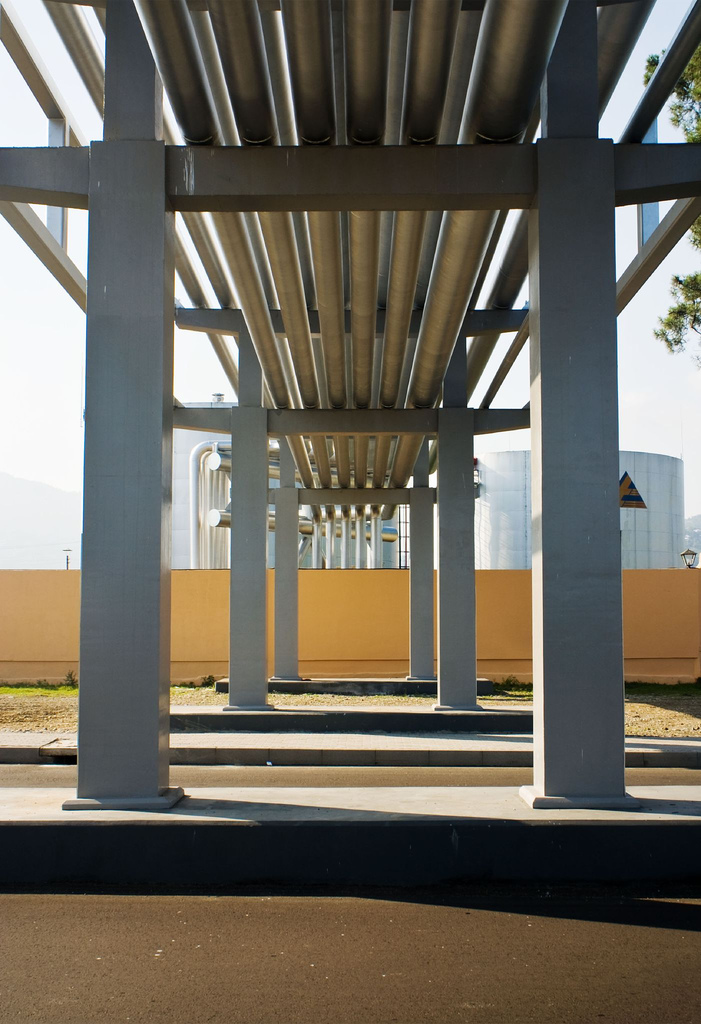
Sistema di tubazioni utilizzato per la movimentazione di idrocarburi.

Un sistema di tubazioni (in lingua inglese piping), in ingegneria, indica l'insieme, più o meno complesso, di tubazioni che collegano le varie apparecchiature di un impianto (ad esempio idraulico, chimico o petrolchimico). Il sistema di tubazioni permette l'intercettazione, il trasporto e l'accumulo dei fluidi (liquidi o gassosi) destinati alle varie utenze.

## Caratteristiche

### La progettazione

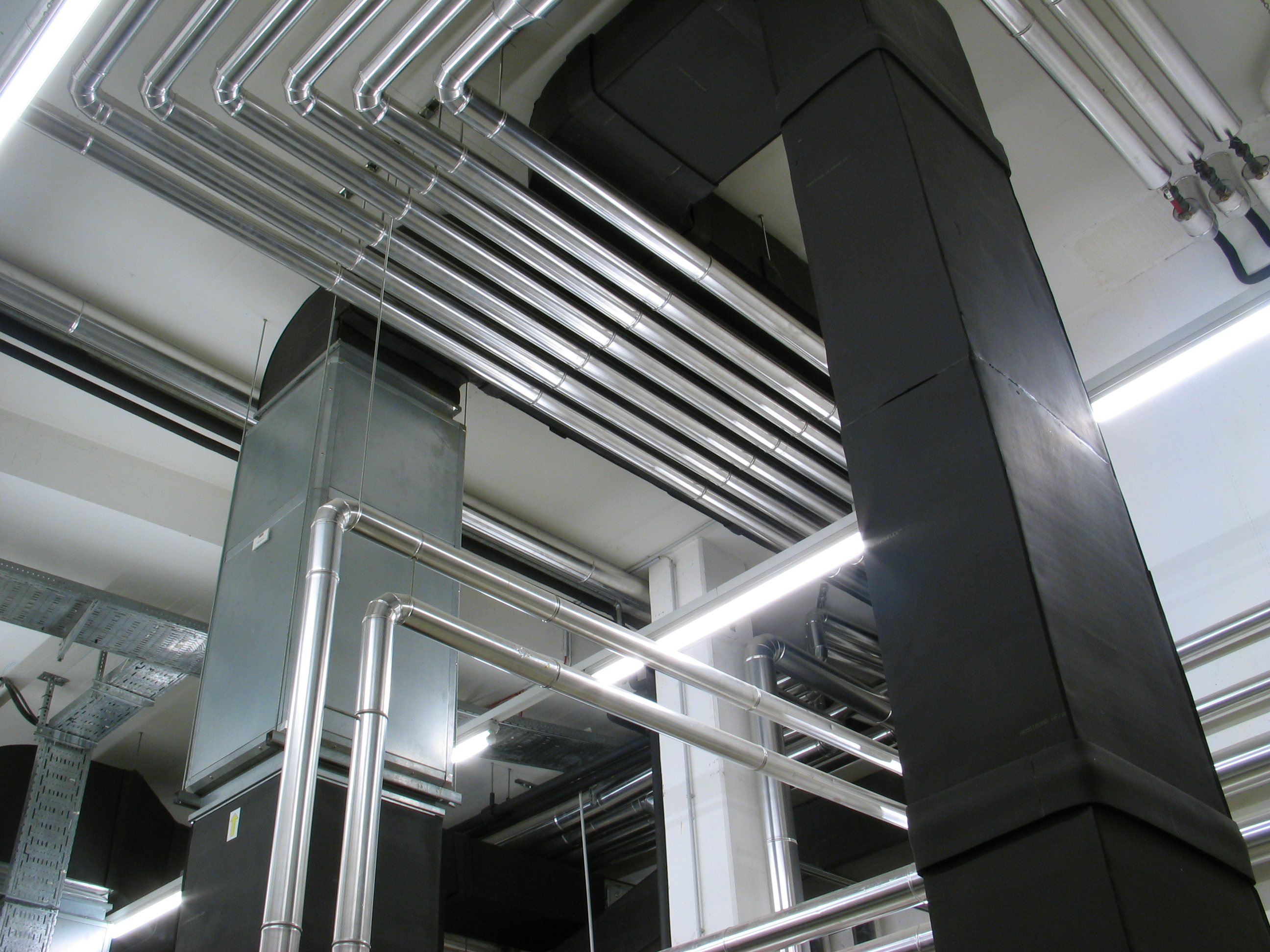
Un sistema di tubazioni.

Al momento della progettazione, un sistema di tubazioni richiede studi accurati che, a partire dalla definizione del percorso all'interno dell'impianto di ogni tubo, risolvano tutte le difficoltà concernenti i collegamenti, la raccorderia, le saldature, la supportazione, le spinte e le deformazioni per arrivare fino alle prove di buon funzionamento (le prove idrauliche e di tenuta), verniciatura ed isolamento.
Nell'ambito dei sistemi di tubazioni il disegnatore e progettista si piazza come il referente principale, dovendo egli conoscere tutte le problematiche inerenti ai materiali che costituiscono le tubazioni, gli spazi minimi richiesti per eseguire l'installazione, quale sia la raccorderia più adatta allo scopo, come connettere qualunque tubazione all'apparecchio a valle e a quello a monte. Egli conosce e ha le necessarie abilità per risolvere gli inconvenienti dati dal peso, dalla temperatura e dalla pressione cui sono sottoposti i tubi.

### Analisi delle sollecitazioni

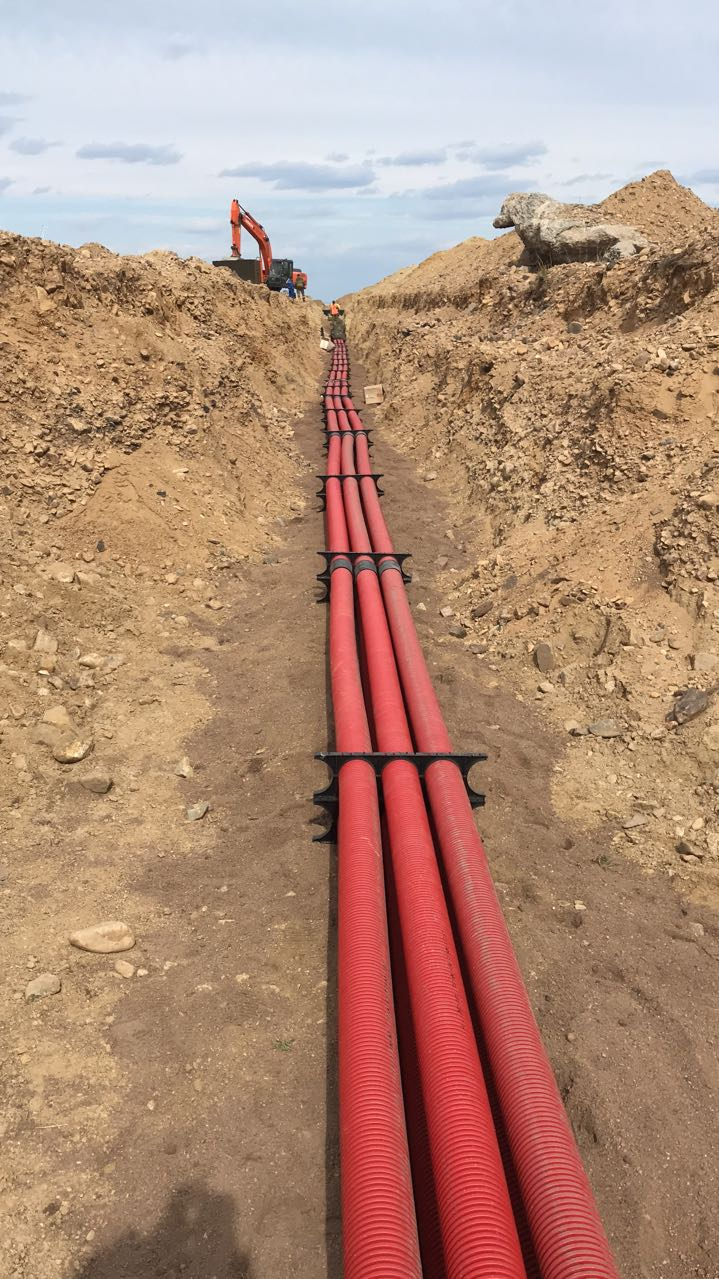
Accatastamento di una condotta collegata per il trasporto di prodotti petroliferi

Rigorosamente a valle di una corretta impostazione degli schemi strutturali di una tubazione progettata, (che è un insieme composito di una specifica gamma strutturale) esiste la possibilità di effettuare, prima del completamento della progettazione, un controllo di calcolo detto di analisi delle sollecitazioni (in inglese stress analysis), che permette sulla base di dati afferenti (vincoli meccanici, pressione, temperatura, materiali, componenti) di prevedere le sollecitazioni (sforzi) che andrebbero ad insistere sulle parti della tubazione, quindi permettendo di conoscere preventivamente i margini di sicurezza operativi della tubazione stessa (cioè se la tubazione è ben adeguata a resistere alle condizioni), ovvero il superamento di tali margini, (cioè se la tubazione non è adatta a reggere le condizioni), come è comprensibile il computo è fondamentale prima di realizzare la tubazione, soprattutto quanto esistono pericolose condizioni di pressione e di temperatura (soprattutto variazioni di temperatura, con conseguenti dilatazioni differenziali), sollecitazioni dinamiche ed a fatica.
Lo schema proposto quindi può essere riconosciuto dal calcolo come corretto, oppure può essere considerato come carente, errato o inadeguato, e da modificare di conseguenza. A questo punto lo schema modificato sarà nuovamente sottoposto a calcolo di controllo. In buona misura l'analisi è quindi la previsione di quello che avverrebbe se venisse realizzato uno schema proposto e, molto importante, la messa in evidenza dei punti critici, con la segnalazione della necessità eventuale di realizzarlo in altro modo nel caso che risulti errato, o inadeguato.
L'analisi può essere preventiva (prima di realizzare l'opera), ma anche di controllo o verifica, (per sapere in che condizione operativa di "sforzi" è un'opera già realizzata). I procedimenti di calcolo sono di norma effettuati con programmi informatici specifici, dato che facilmente il calcolo, in strutture di elevata complessità, eccede le normali possibilità pratiche di calcolo individuale manuale.
La buona conoscenza (preliminare) delle basi teoriche della costituzione degli schemi e (comunque) del calcolo di analisi, da parte dell'operatore al momento dell'introduzione dei dati nel sistema di calcolo, permette un utilizzo virtuoso del programma informatico stesso, che per sua parte si limita a dare risposte ai dati di ingresso. In sintesi (come sempre con i programmi di calcolo) vale il criterio che se si immettono condizioni e dati discutibili, o errati, si hanno risposte di conseguenza.
Per uno schema bene impostato il computo di stress analysis ha lo scopo principale di controllo della sicurezza ottimale, basato sulle condizioni ammissibili; in seconda istanza la stress analysis è eccellente mezzo di ottimizzazione dei costi, permettendo di individuare schemi che nel rispetto di dette condizioni permettano realizzazioni meno gravose, semplificate, quindi intrinsecamente più sicure e meno costose.

## Elementi

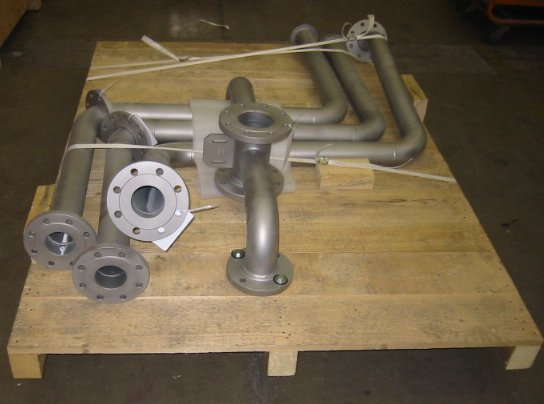
Elementi del sistema di tubazioni realizzati in acciaio.

### Tubi
Il tubo è un profilato metallico cilindrico formato da un'unica lamiera di un metallo (ad esempio acciaio, rame). I tubi in acciaio sono largamente impiegati nell'industria chimica e in tantissime applicazioni, ma si possono avere anche tubi di materiali differenti dall'acciaio e con le più svariate applicazioni; in particolare:
- acciai bassolegati
- acciai ricoperti (teflonati, vetrificati)
- acciai altolegati (ad esempio: acciai inossidabili)
- leghe metalliche diverse (cromo, nichel, titanio, molibdeno, Vanadio, ecc.)
- ghisa
- materie plastiche
- calcestruzzo
- rame
- vetro[1]
- più materiali intimamente connessi tra loro (i cosiddetti tubi multistrato, aventi un'anima in alluminio ricoperta, esternamente e internamente, da materiali plastici)

I differenti materiali usati per la costruzione dei tubi sono legati allo stato ed alle condizioni del fluido convogliato; parametri fondamentali per la scelta del materiale sono:
- aggressività del fluido convogliato (corrosività, capacità ossidativa/riduttiva, abrasività meccanica);
- temperatura di esercizio;
- pressione.

Il costo di alcuni tubi, ad esempio in leghe metalliche particolari, può essere enormemente superiore a quello dei tubi metallici comuni; in diversi casi però, per la natura stessa dei fluidi convogliati, la scelta del materiale è molto limitata, e spesso quasi obbligata.

### Tubazioni
Le tubazioni, ognuna con una sua specifica funzione, dimensione e caratteristica di materiale, concorrono a formare un sistema complesso (appunto il "piping") che consente il trasferimento di fluidi all'interno di un impianto. Il trasferimento si può verificare tra una fase e l'altra di lavorazione oppure dal materiale grezzo in ingresso all'impianto fino al prodotto finale.
Oltre alle tubazioni rigide, esiste una vasta gamma di tubazioni flessibili, in materiali che vanno dalle varie mescole di gomma, al PTFE, al silicone. In termini generali tutti questi articoli hanno la caratteristica di potere lavorare con delle pressioni alte, e temperature relativamente basse.
Dovendo operare nel campo delle alte temperature, o per il trasferimento di gas dove è richiesta la tenuta ermetica, si impiegano i Tubi Metallici Flessibili.

### Giunti

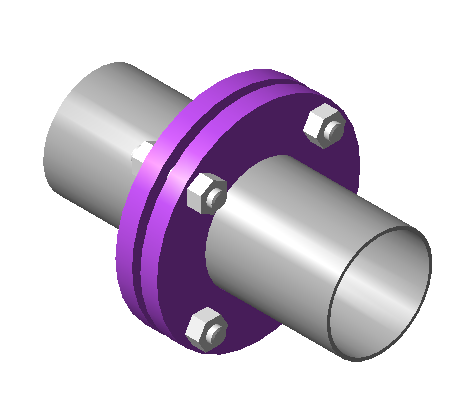
Giunto a flangia tra due tubi.

I tubi possono essere uniti tra loro attraverso diversi tipi di giunti, che possono essere:
- a saldatura
- a bicchieri saldati
- a bicchieri non saldati
- a flange
- speciali
- a manicotto
- a bocchettone
- rapidi

Per unire tubi in ghisa si utilizza piombo fuso a cui viene sovrapposta corda catramata. Per i tubi in gomma si utilizzano collanti o anelli in gomma.

### Flange
Le flange sono piastre metalliche forate perimetralmente e saldate all'estremità di un tubo per consentirne l'unione con altri tubi dotati di flange o con altre attrezzature. Le flange sono tenute insieme da dadi e "tiranti" (o "prigionieri"). I tiranti sono aste di metallo filettate inserite tra due fori di due flange. Alle due estremità di ciascun tirante sono avvitati i dadi, anelli metallici che bloccano il tirante e garantiscono l'accoppiamento permanente delle due flange.

### Raccordi o pezzi speciali

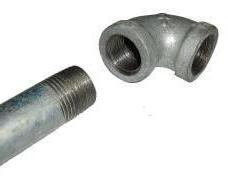
Gomito a 90°.

I raccordi hanno il compito di unire due o più tubi tra loro (o di chiudere un tubo), anche di diametri differenti. Alcuni tipi di raccordi sono:
- gomito a 90°
- curva a 90°
- curva a 45°
- gomito con bocchettone
- Tee a 90°
- Tee a una curva
- riduzione e aumento
- croce
- nipplo
- calotta
- tappo
- distribuzione a gomito
- distribuzione a croce
- flessibile
- a compressione
- ad anello tagliente

In corrispondenza dei raccordi si hanno delle perdite di carico consistenti, che devono essere considerate durante la progettazione.

### Valvole
Al piping appartengono anche le valvole, assieme agli altri organi di regolazione e di intercettazione.

### Compensatori e supporti

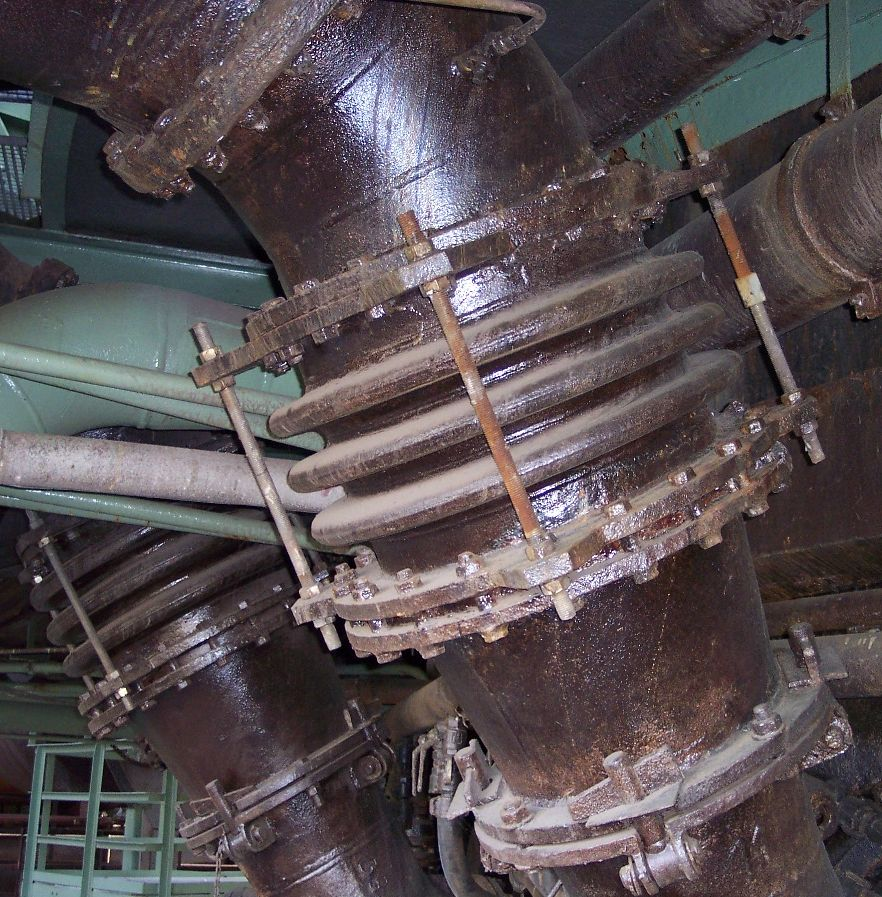
Compensatore a soffietto

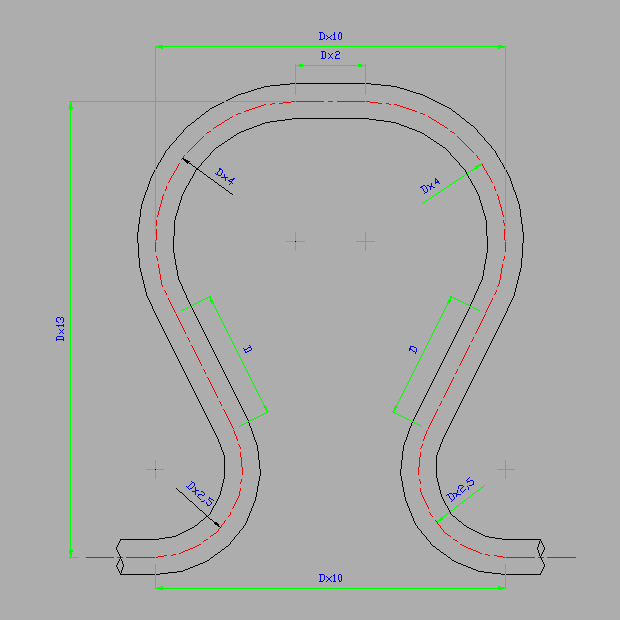
Schema di un compensatore a lira "omega"

I compensatori vengono inseriti in punti cruciali del sistema di tubazioni. I compensatori sono degli elementi flessibili che deformandosi contrastano l'effetto delle dilatazioni termiche subite dalle tubazioni. Alcuni esempi di compensatori sono i "compensatori a lira" (o "a omega") e i "compensatori a soffietto". Ad essi vengono accoppiati dei "supporti", che fungono da vincoli mobili.

### Verifica del funzionamento di un sistema di condotte
Uno degli esempi più pratici che si possono trovare è il collegamento tra più bacini idrici per permettere sempre la continua alimentazione di una rete, come quella di una città. Per poter valutare appieno il funzionamento dovremmo conoscere le quote dei peli liberi dei serbatoi, le lunghezze ed i diametri delle tubazioni e la loro scabrezza, le quote erogate nei singoli nodi della rete, definendo nodo qualsiasi punto ove confluiscono più di due condotte, o dove possiamo trovare un cambio di diametro o di scabrezza. Le incognite di un sistema di condotte sono il sapere quale sarà la portata di ogni singolo lato della rete dei carichi.
Per ciascuno nodo, si può scrivere l'equazione di continuità:
{\displaystyle \mathrm {T} Q_{i}-\mathrm {T} Q_{j}=0}
Si considera la sommatoria estesa a tutti i lati che convergono nel nodo e considerando positive le portate entrante e negative le uscenti. Questa formula dovrà essere applicata a tutti i nodi. Per conoscere le portate dovremmo sapere le perdite di carico lungo ogni lato, che possiamo scrivere nelle equazione generale:
{\displaystyle H_{j}-H_{j+1}=L_{i}\cdot k_{i}\cdot Q_{i}^{2}\cdot D_{i}^{-n_{i}}=\beta _{i}\cdot Q_{i}^{2}}
Dove:
- H sono i carichi
- L le lunghezze dei lati
- Q le portate
- D il diametro

Questa equazione dovrà essere scritta tante volte per ogni lato. Le m e le n equazioni che possiamo scrivere rispetto alla prima ed alla seconda equazione descrivono l'intero problema.

## Esempio di applicazione pratica
L'esempio più semplice è quello di due serbatoi, A e B che alimentano una rete cittadina con una portata Qg, ogni ramo dei due serbatoi collegati al nodo ha una lunghezza L con un coefficiente di Strickler-Manning relativo alla scabrezza noto, come il diametro dei due tubi. I due serbatoi sono posizionati ad un dislivello Δz. Le due condutture che partono dai serbatoi si collegano nel nodo N.
Possiamo scrivere il sistema di equazioni:
{\displaystyle {\begin{cases}Q_{NU}=Q_{AN}+Q_{BN}\\J_{AN}\cdot l=J_{BN}\cdot l+\Delta z_{AB}\end{cases}}}
{\displaystyle Q=v\cdot \Omega =\Omega \cdot k_{s}\cdot R^{\frac {2}{3}}\cdot J^{\frac {1}{2}}\Rightarrow J={\frac {Q^{2}}{k_{s}^{2}\cdot R^{\frac {4}{3}}\cdot \Omega ^{2}}}}
Dove:
- J sono le perdite di carico
- R è il raggio idraulico

Che quindi diventa:
{\displaystyle J_{AN}={\frac {Q_{AN}^{2}}{k_{s}^{2}\cdot R^{\frac {4}{3}}\cdot \Omega ^{2}}}}
{\displaystyle J_{BN}={\frac {Q_{BN}^{2}}{k_{s}^{2}\cdot R^{\frac {4}{3}}\cdot \Omega ^{2}}}}
Che diventa quindi:
{\displaystyle {\frac {Q_{AN}^{2}}{k_{s}^{2}\cdot R^{\frac {4}{3}}\cdot \Omega ^{2}}}\cdot l={\frac {Q_{BN}^{2}}{k_{s}^{2}\cdot R^{\frac {4}{3}}\cdot \Omega ^{2}}}\cdot l-\Delta z_{AB}}
Poniamo il coefficiente α:
{\displaystyle \alpha ={\frac {l}{k_{s}^{2}\cdot R^{\frac {4}{3}}\cdot \Omega ^{2}}}}
Quindi possiamo scrivere:
{\displaystyle {\begin{cases}Q_{AN}=Q_{NU}-Q_{BN}\Rightarrow Q_{AN}^{2}=(Q_{NU}-Q_{BN})^{2}=Q_{NU}^{2}-2Q_{NU}Q_{BN}+Q_{BN}^{2}\\Q_{AN}^{2}={\frac {Q_{BN}^{2}\cdot \alpha -\Delta z_{AB}}{\alpha }}\end{cases}}}
Che possiamo sviluppare e scrivere le due relazioni:
{\displaystyle {\begin{cases}Q_{BN}={\frac {\alpha \cdot Q_{NU}^{2}+\Delta z_{AB}}{2\alpha Q_{NU}}}\\Q_{AN}=Q_{NU}-Q_{BN}\end{cases}}}